# Березна (Білоцерківський район)
Бере́зна — село в Україні у Володарській селищній громаді Білоцерківського району Київської області. Розташоване при впадінні річки Березнянки у річку Рось. До 2020 року орган місцевого самоврядування — Березнянська сільська рада.

## Історія
Засноване наприкінці 16 століття. Назва походить від річки Березнянки, а назва річки — у свою чергу, від численних берез.
Селом з 1616 по 1917 роки володіли поміщики Підгорські, що мали у селі поміщицький будинок (стояв на півострові, утвореному Россю та Березнянкою).
1875 року у селі було відкрито училище. 1917 року садибний будинок було розгромлено.
1921 року було створено трудову школу. На базі школи діяв аматорський драматичний театр.
1929 року було організовано колгосп. Під час голодомору 1932-33 років загинув кожен третій мешканець села.
280 березнянців воювали на фронтах війни, з них 126 не повернулись додому. Радянські окупаційні війська відвоювали село від нацистських окупантів 31 грудня 1943 року.

## Населення
Згідно з переписом УРСР 1989 року чисельність наявного населення села становила 1103 особи, з яких 464 чоловіки та 639 жінок.
За переписом населення України 2001 року в селі мешкало 995 осіб.

### Мова
Розподіл населення за рідною мовою за даними перепису 2001 року:
| Мова       | Відсоток |
| ---------- | -------- |
| українська | 98,40 %  |
| російська  | 1,30 %   |
| білоруська | 0,10 %   |
| молдовська | 0,10 %   |

## Сучасність
У селі діють школа, амбулаторія (ФАП), пошта, будинок культури, 4 магазини, 3 фермерських господарства.

## Відомі люди
Комар Антон Пантелеймонович (*30 січня 1904 — †1985) — фізик, професор, академік АН УРСР (1948).

## Пам'ятки архітектури

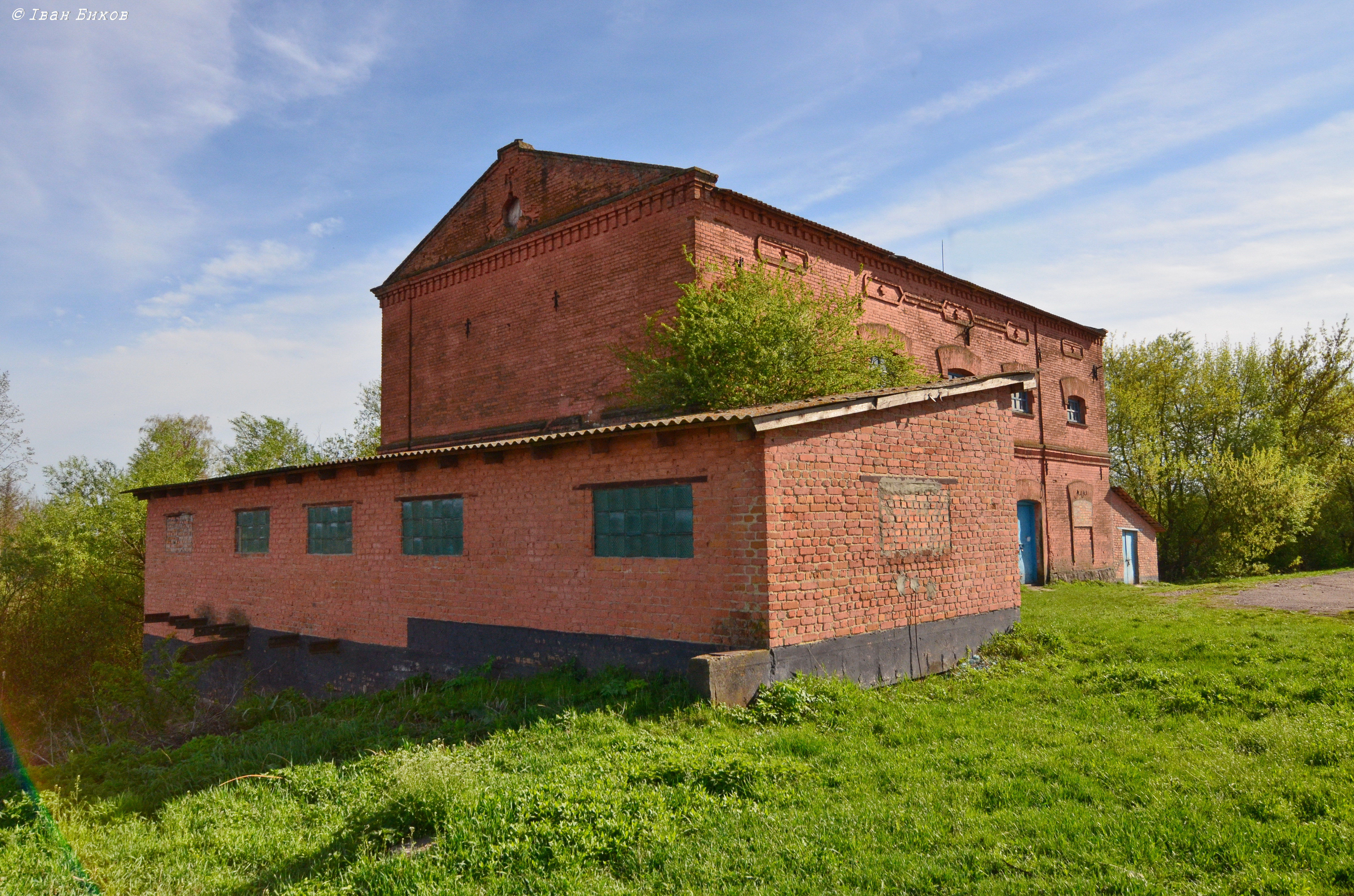
Водяний млин. Кін. 19 століття

- Церква Різдва Пресвятої Богородиці (1893);
- Водяний млин (ХІХ ст.);
- Склад садиби Підгорських (ХІХ ст.).